# Mount Mills (Kalifornien)
Der Mount Mills ist ein 4102 m hoher Berg in der Sierra Nevada im Bundesstaat Kalifornien der Vereinigten Staaten. Er liegt im Fresno County in der John Muir Wilderness.

## Umgebung
Gipfel in der Umgebung sind der Ruby Peak im Nordosten, der Mount Abbot und Mount Dade nicht weit entfernt im Südosten, der Mount Morgan im Osten, der Mount Gabb im Südwesten und der Recess Peak im Westen. Die Dominanz beträgt nur etwa 840 Meter, der Berg ist also die höchste Erhebung im Umkreis von 840 m. Er wird überragt von dem südsüdöstlich liegenden Mount Abbot.